# Russell Lee
Pour les articles homonymes, voir Lee.
Russell Lee, né le 21 juillet 1903 à Ottawa en Illinois et mort le 28 août 1986 Austin au Texas, est un photographe photojournaliste américain.

## Biographie
Ingénieur chimiste de formation, Russell Lee étudie ensuite l'histoire de l'art pour se tourner vers la photographie au début des années 1930.
À l'automne 1936, il rejoint l'équipe de Roy Stryker au sein de la Farm Security Administration et y réalisera quelques clichés aujourd'hui emblématiques, notamment des études de San Augustine au Texas en 1939 et Pie Town au Nouveau-Mexique.
Après le démantèlement de la FSA en 1943, il suit Roy Stryker chez Standard Oil. Environ 80 000 de ses photographies seront données par Exxon à l'université de Louisville dans le Kentucky. Lee s'installe au Texas en 1947 et sera le premier professeur de photographie à l'université du Texas à Austin en 1965.

## Photographie
À l'automne 1936, pendant la Grande Dépression, Lee a été embauché pour le projet de documentation photographique de l'Administration de la sécurité agricole (FSA), sponsorisé par le gouvernement fédéral, de l'administration de Franklin D. Roosevelt. Il a rejoint une équipe formée sous la direction de Roy Stryker, aux côtés de Dorothea Lange, Arthur Rothstein, et Walker Evans. Stryker a fourni une orientation et une protection bureaucratique au groupe, laissant ainsi aux photographes la liberté de compiler ce qui a été décrit en 1973 comme "la plus grande collection documentaire jamais assemblée."

## Photographies Choisies

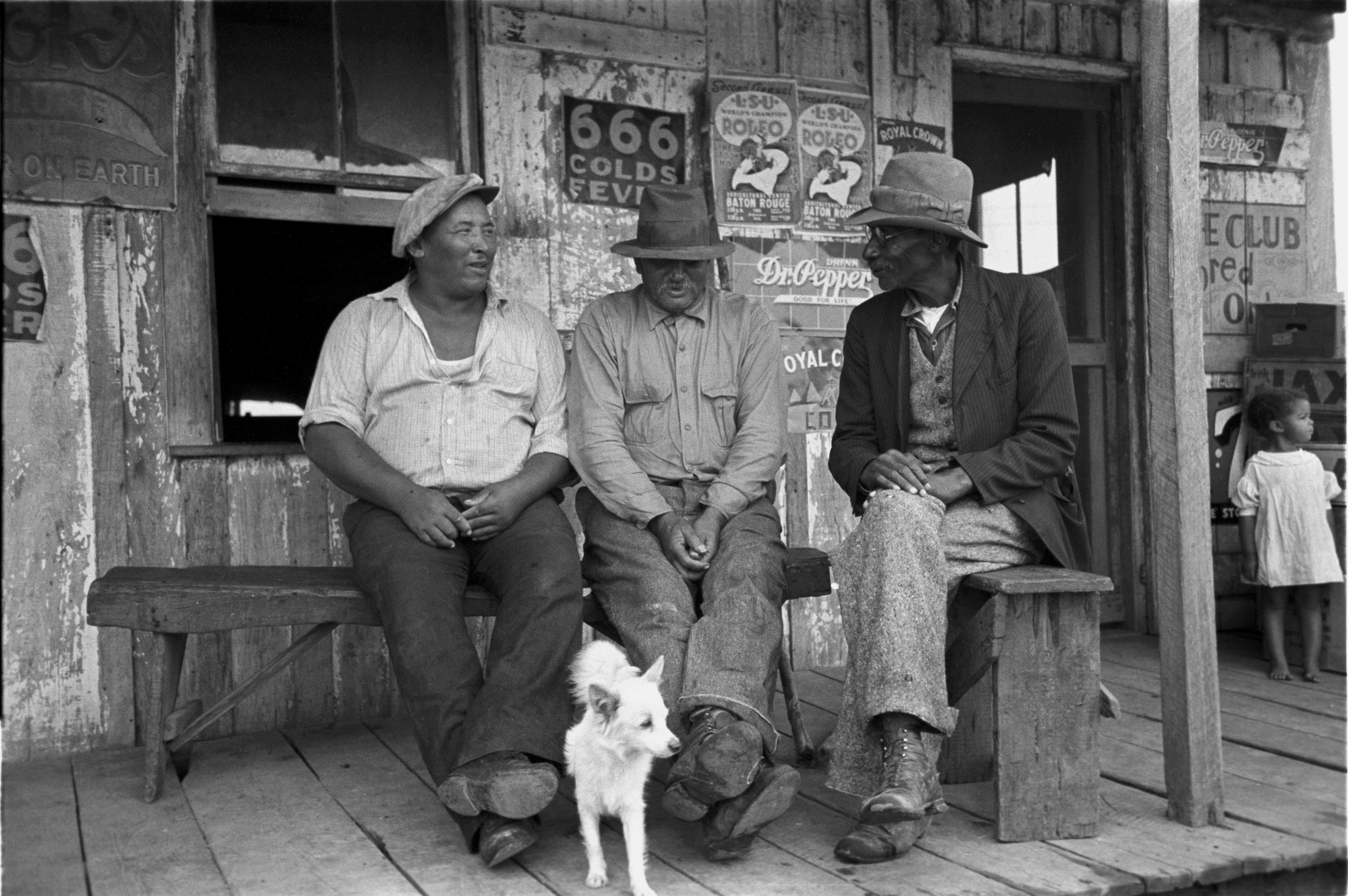
Une conversation au magasin général près de Jeanerette, Louisiana, 1938
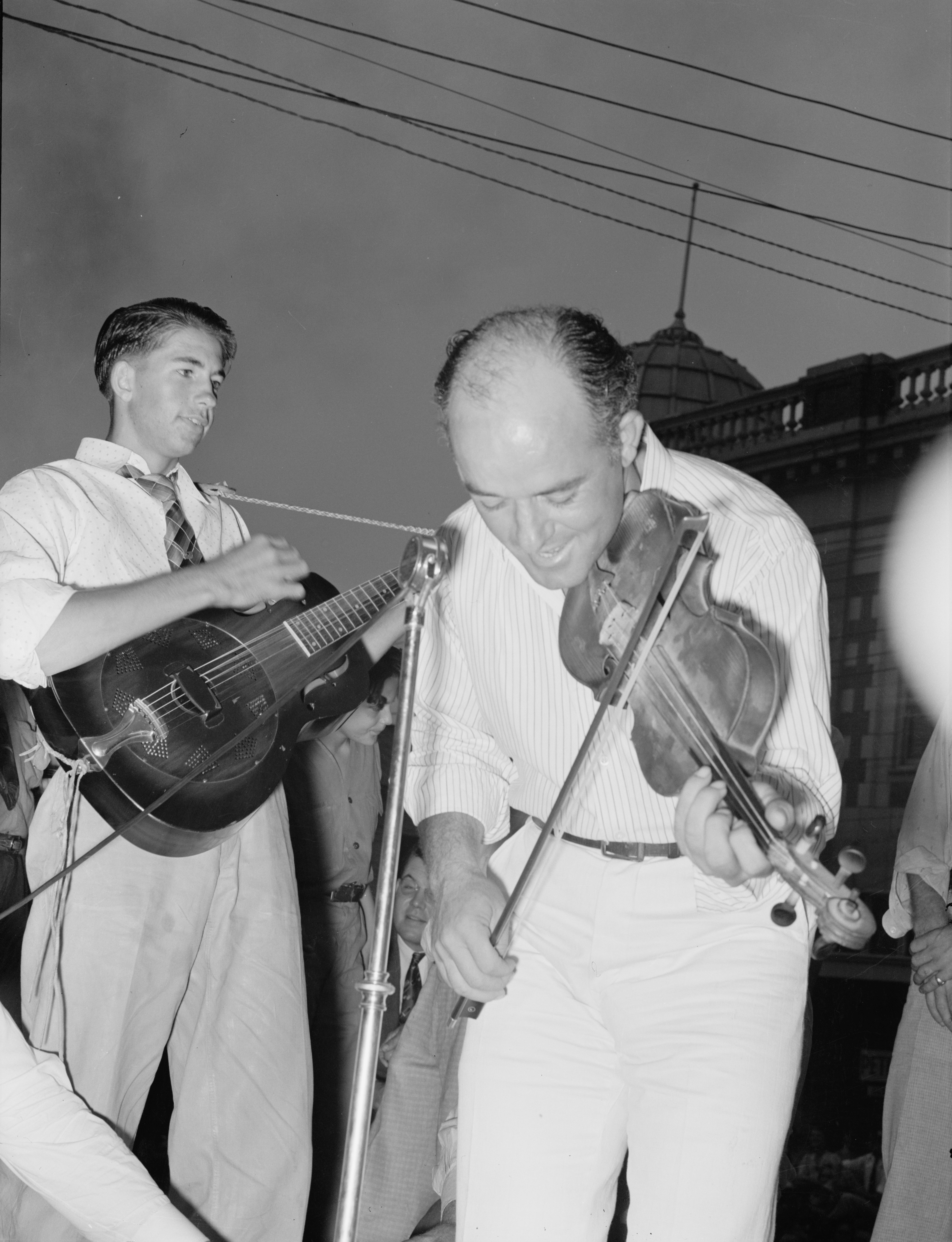
Un violoniste Cajun à Crowley, Louisiana, 1938
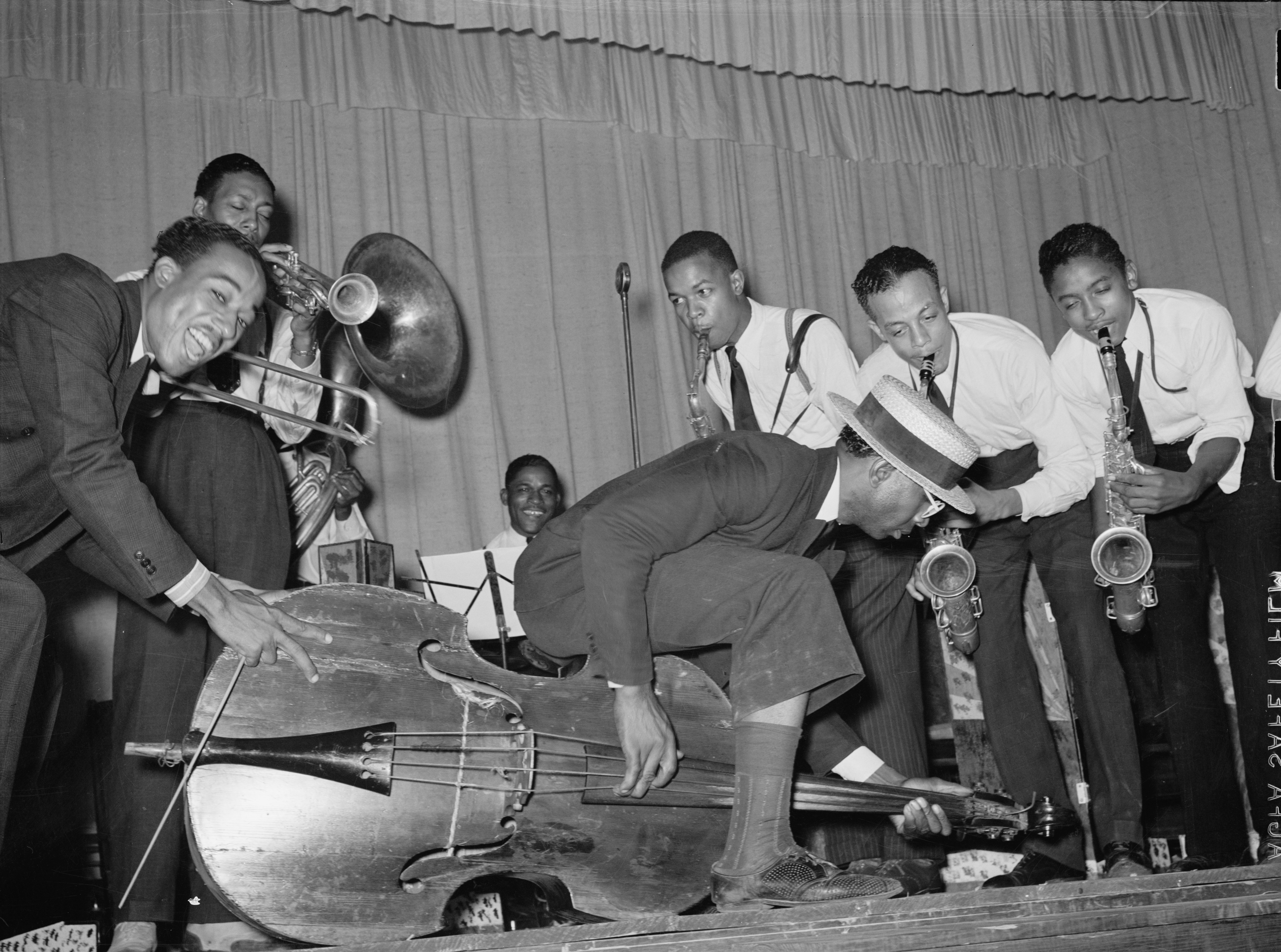
Un orchestre en feu interprète un numéro spécial à Crowley, 1938
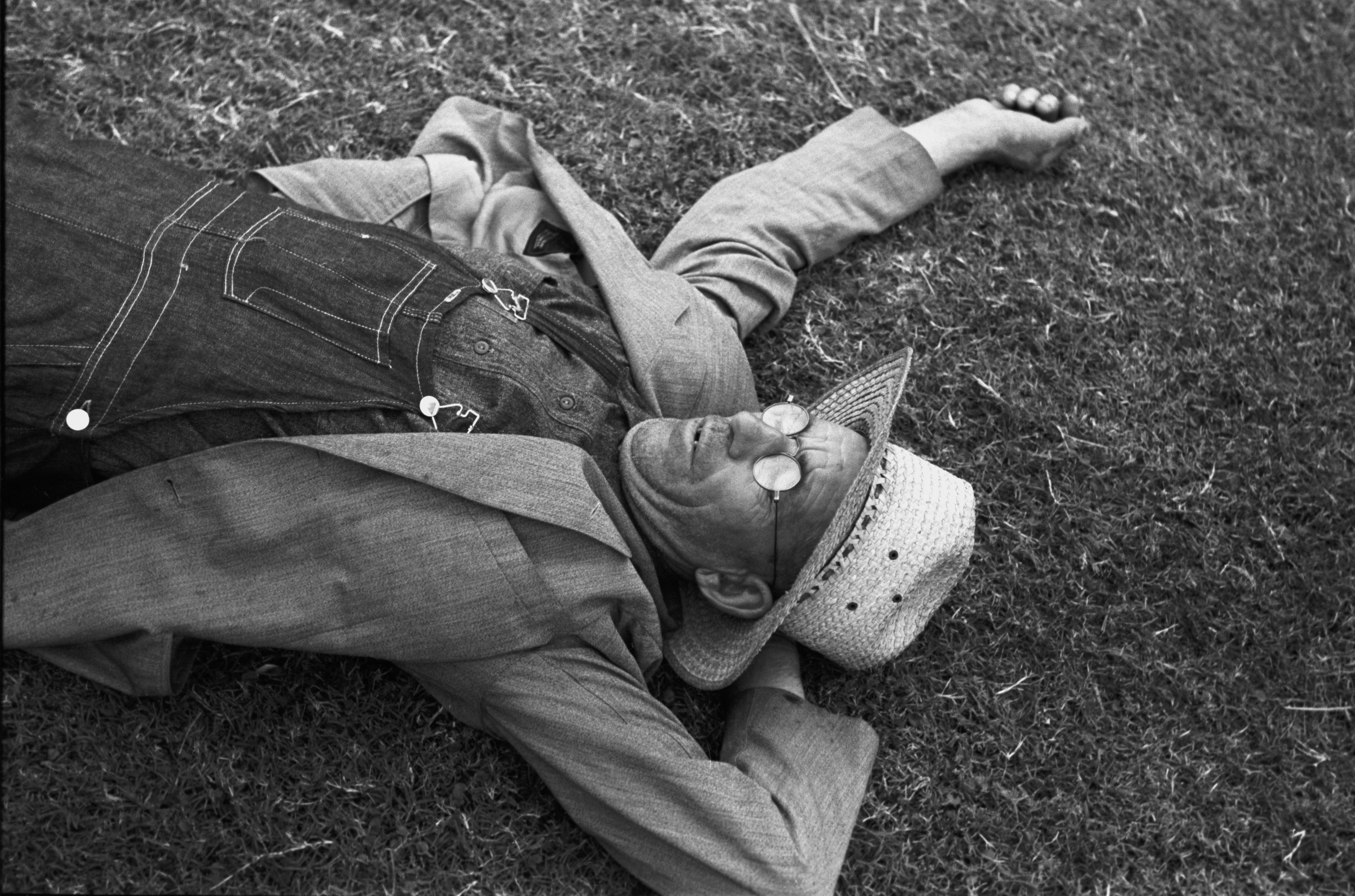
Un fermier en repos à Crowley, 1938
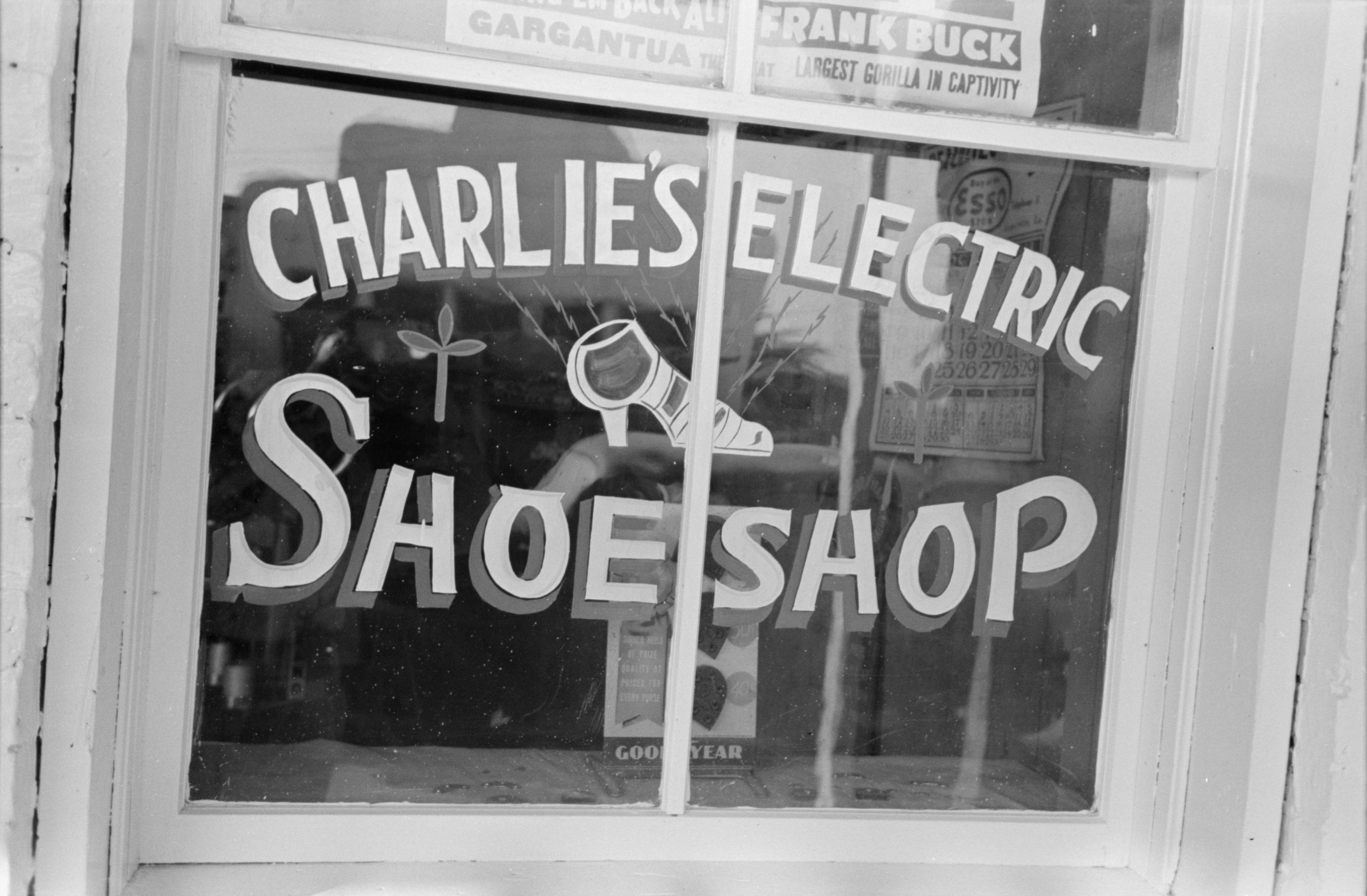
La vitrine de la cordonnerie électrique de Charlie, 1938
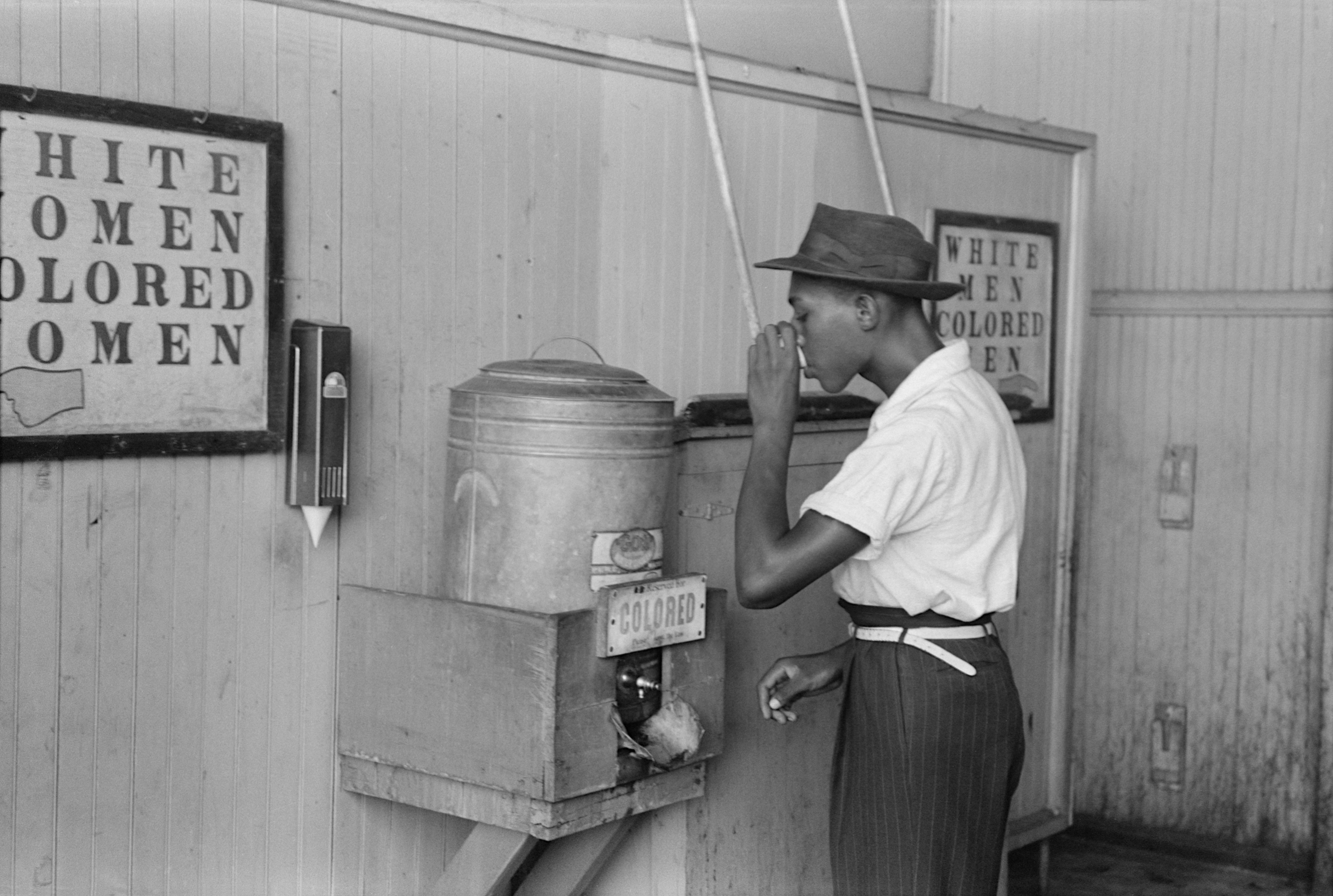
Une fontaine d'eau ségréguée à Oklahoma City, Oklahoma, 1939
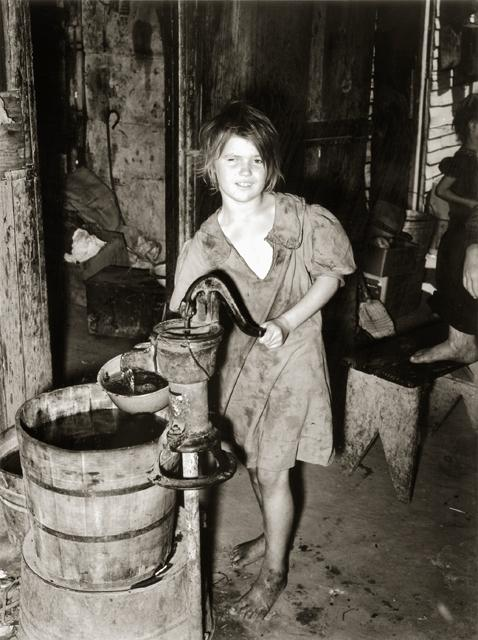
Un enfant tire de l'eau d'une pompe à main à Oklahoma City, 1939
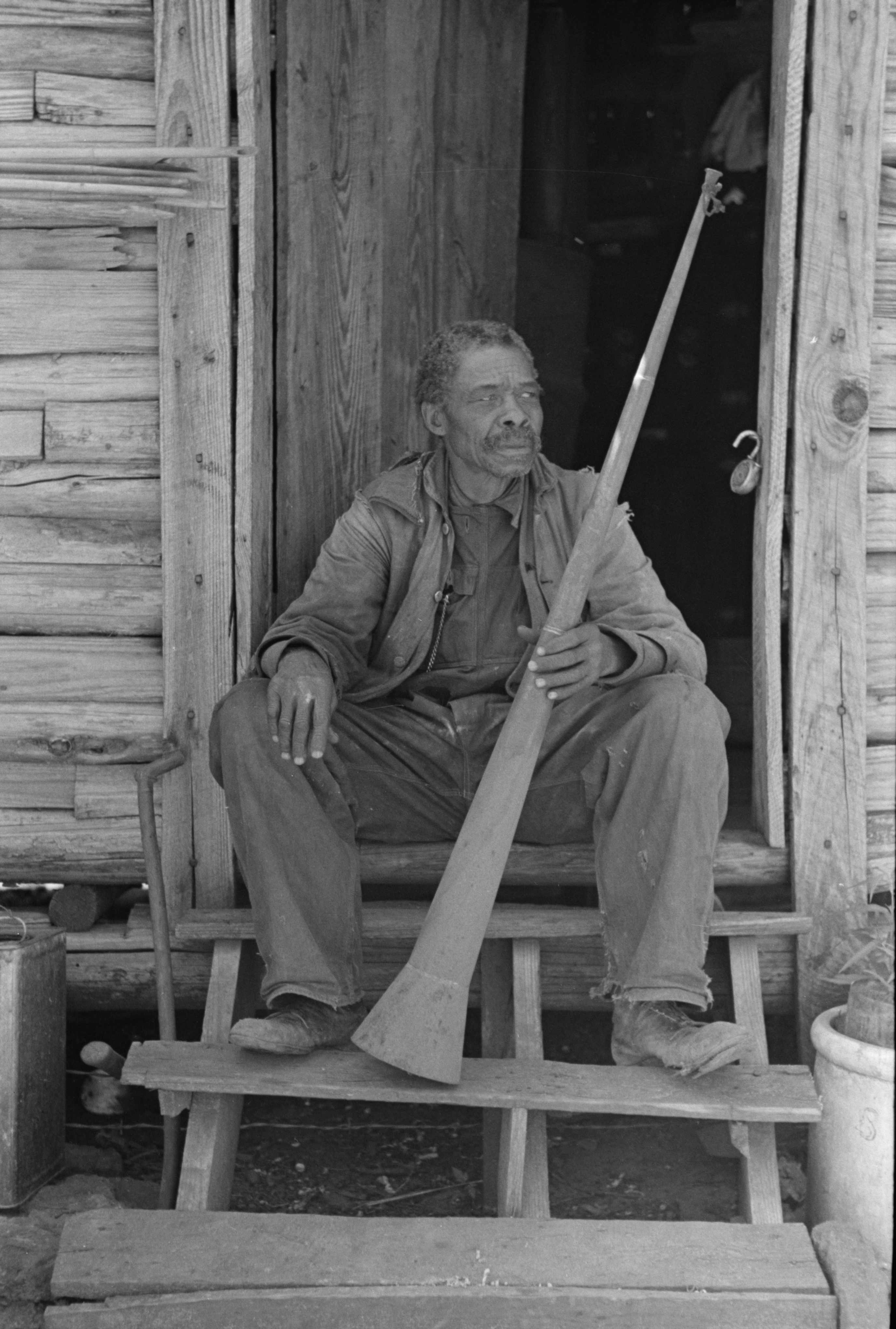
Un homme âgé né en esclavage montrant une corne autrefois utilisée pour appeler les esclaves près de Marshall, Texas, 1939
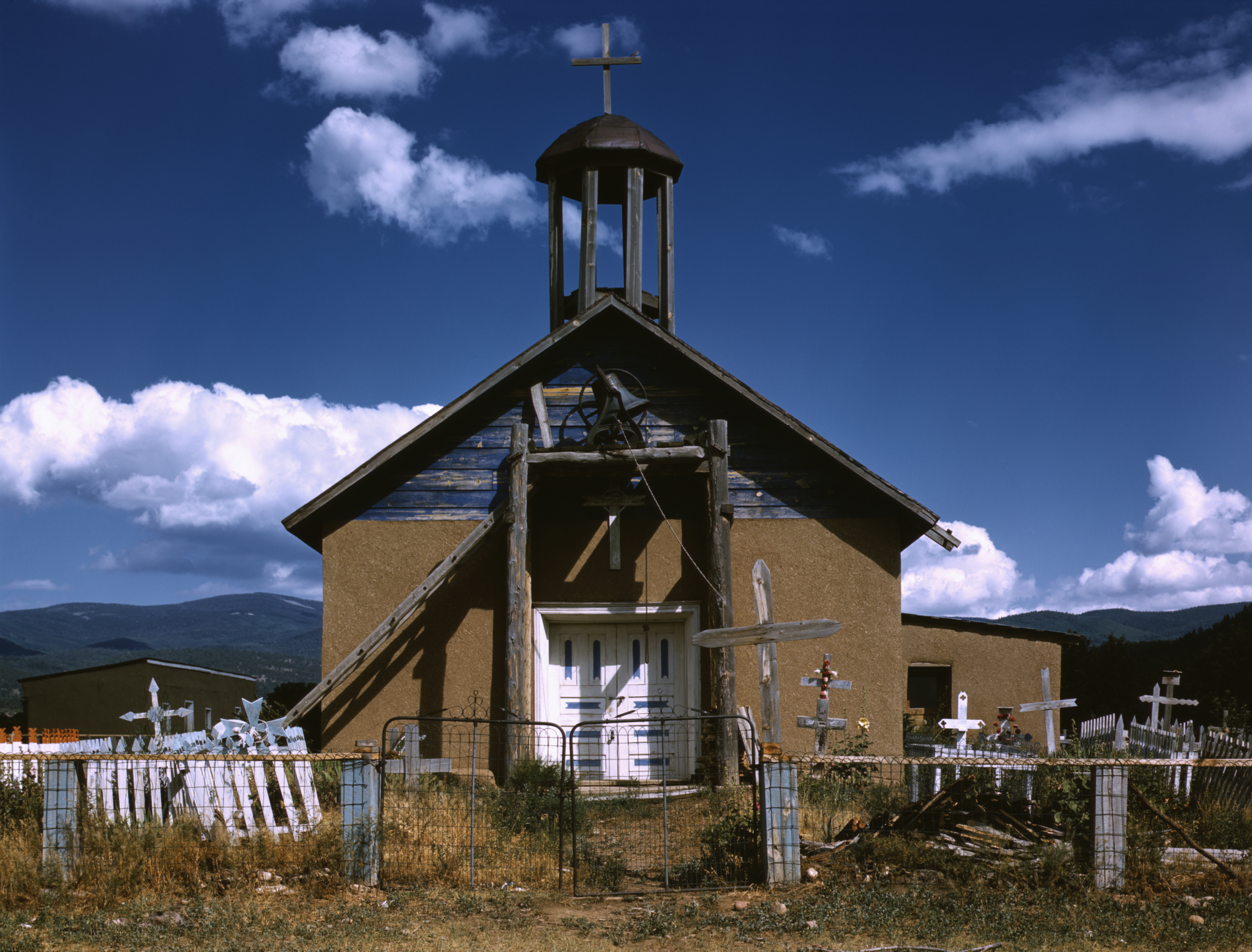
Une église catholique à Llano, New Mexico, 1940
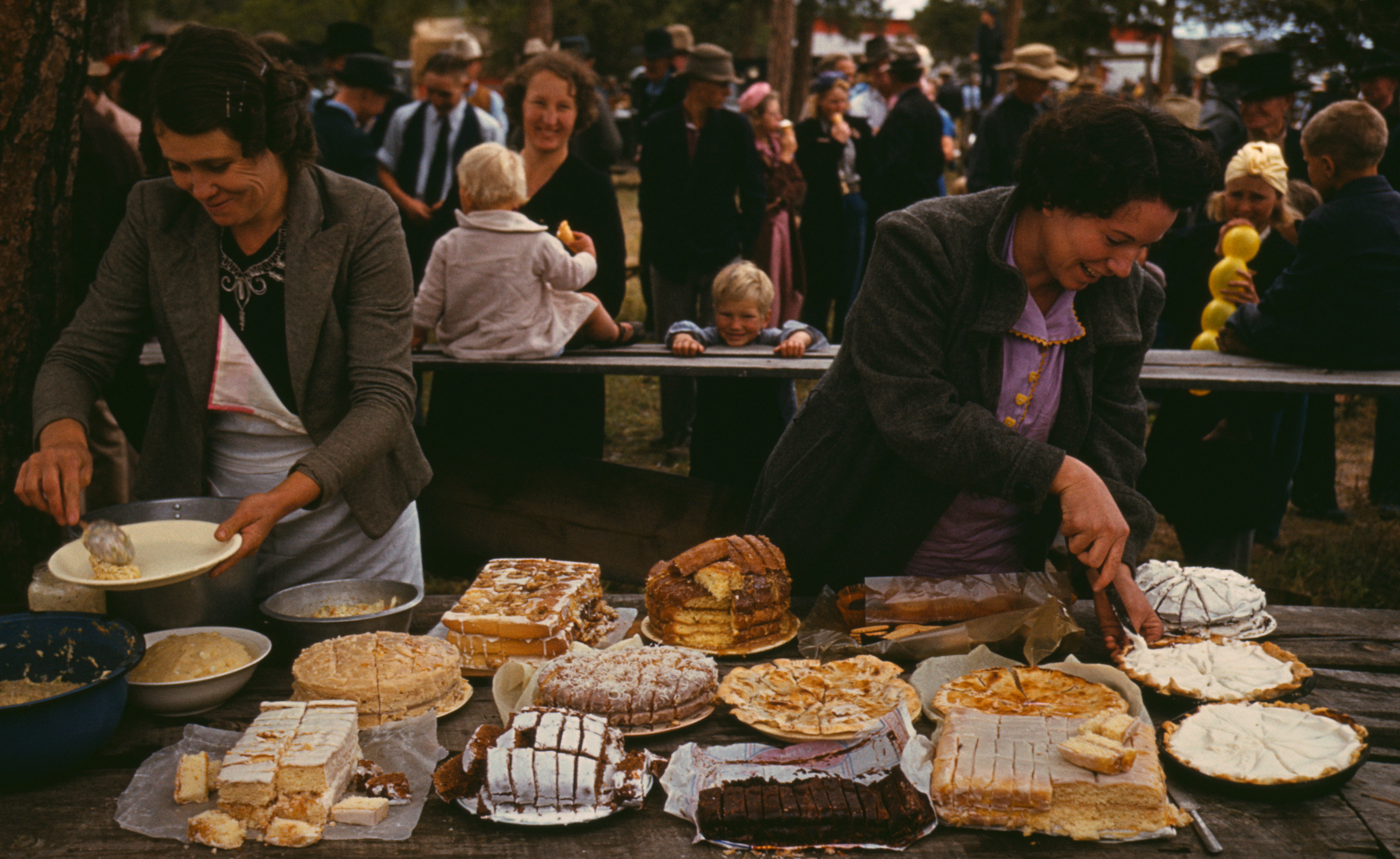
Nourriture à la foire de Pie Town, New Mexico, 1940
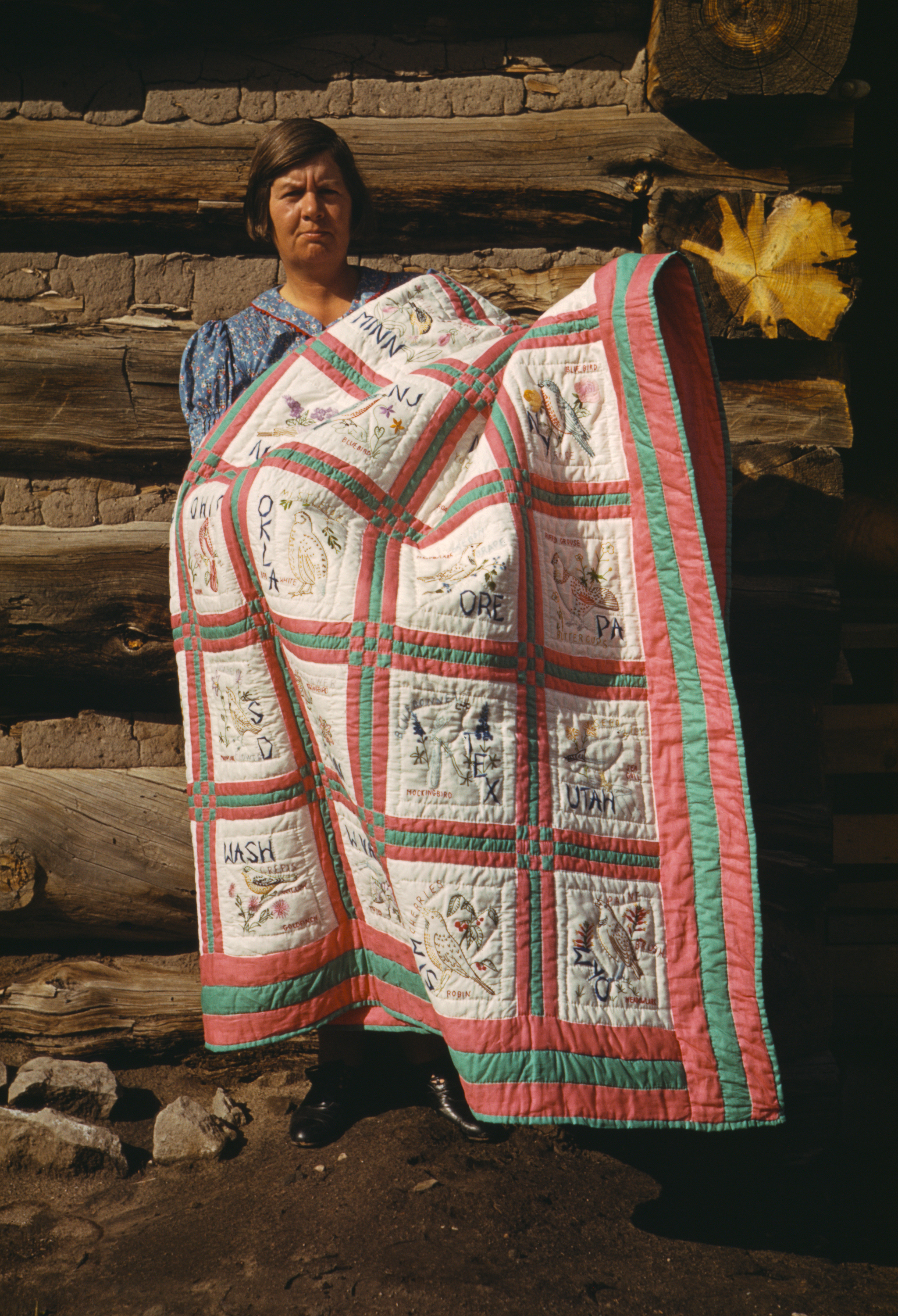
Un quilt à Pie Town, 1940
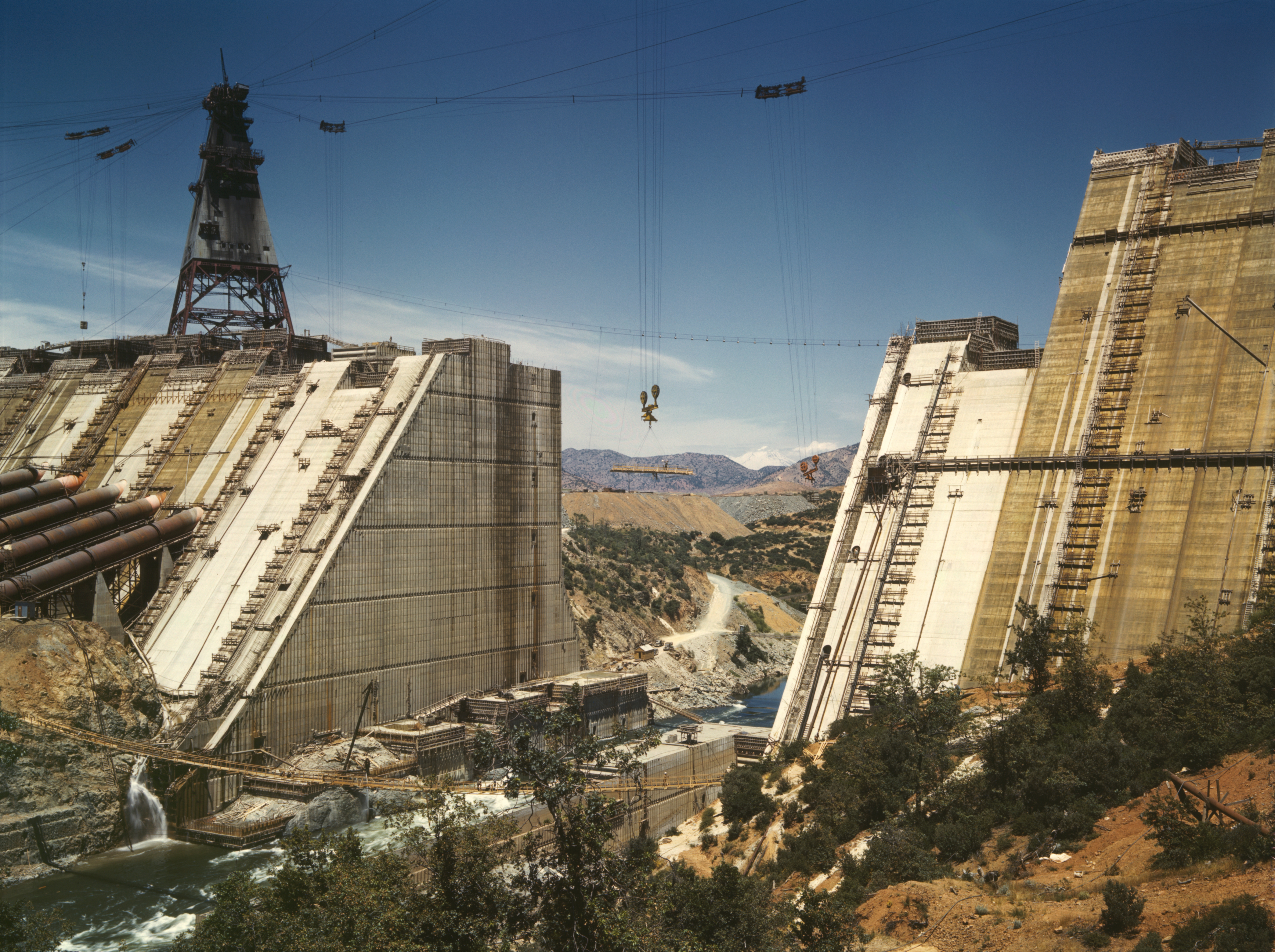
Shasta Dam en construction, 1942
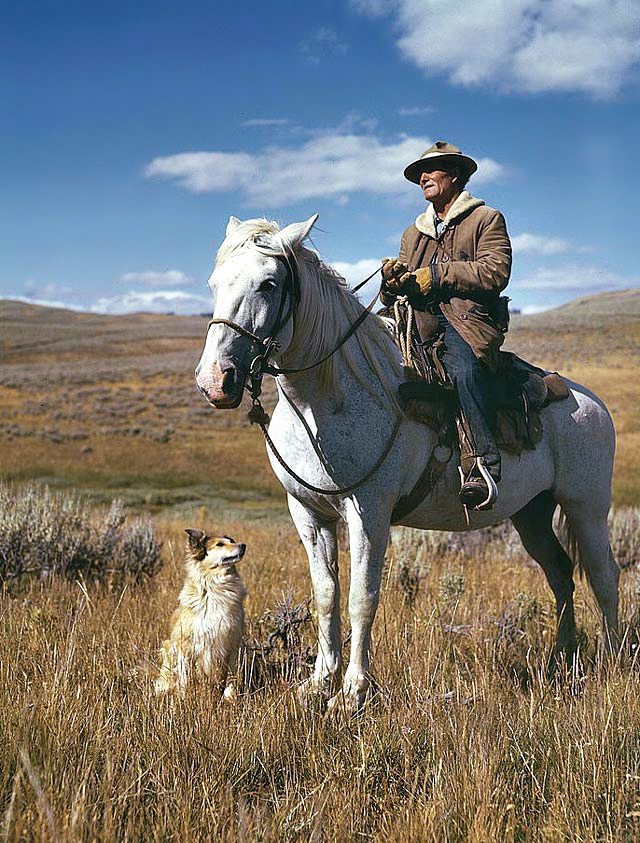
Un berger du Montana, 1942
Un aviateur américain enfilant un appareil respiratoire, 1942
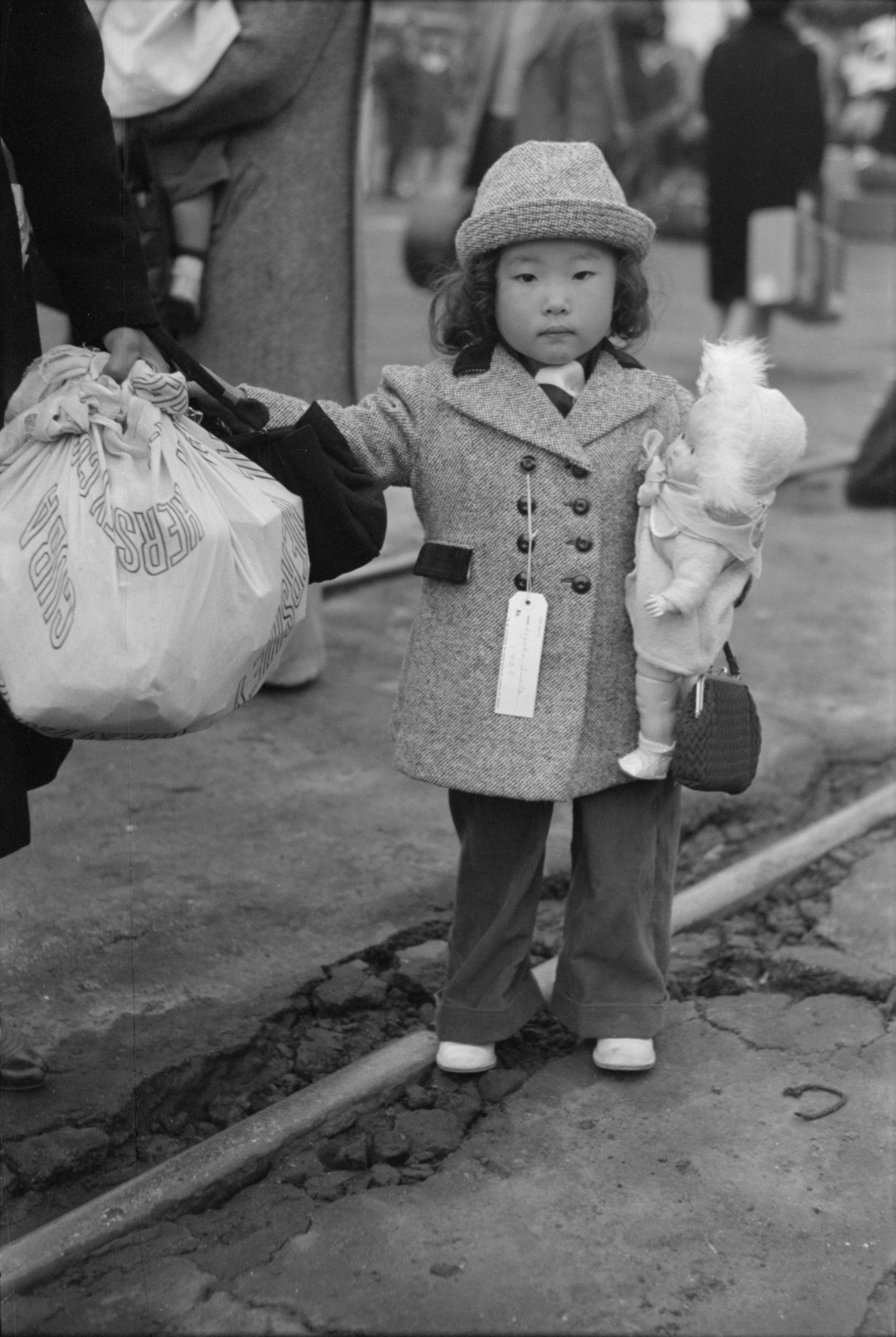
Un enfant se relocalisant dans la vallée d'Owens dans le cadre de l'internement des Américains d'origine japonaise, 1942
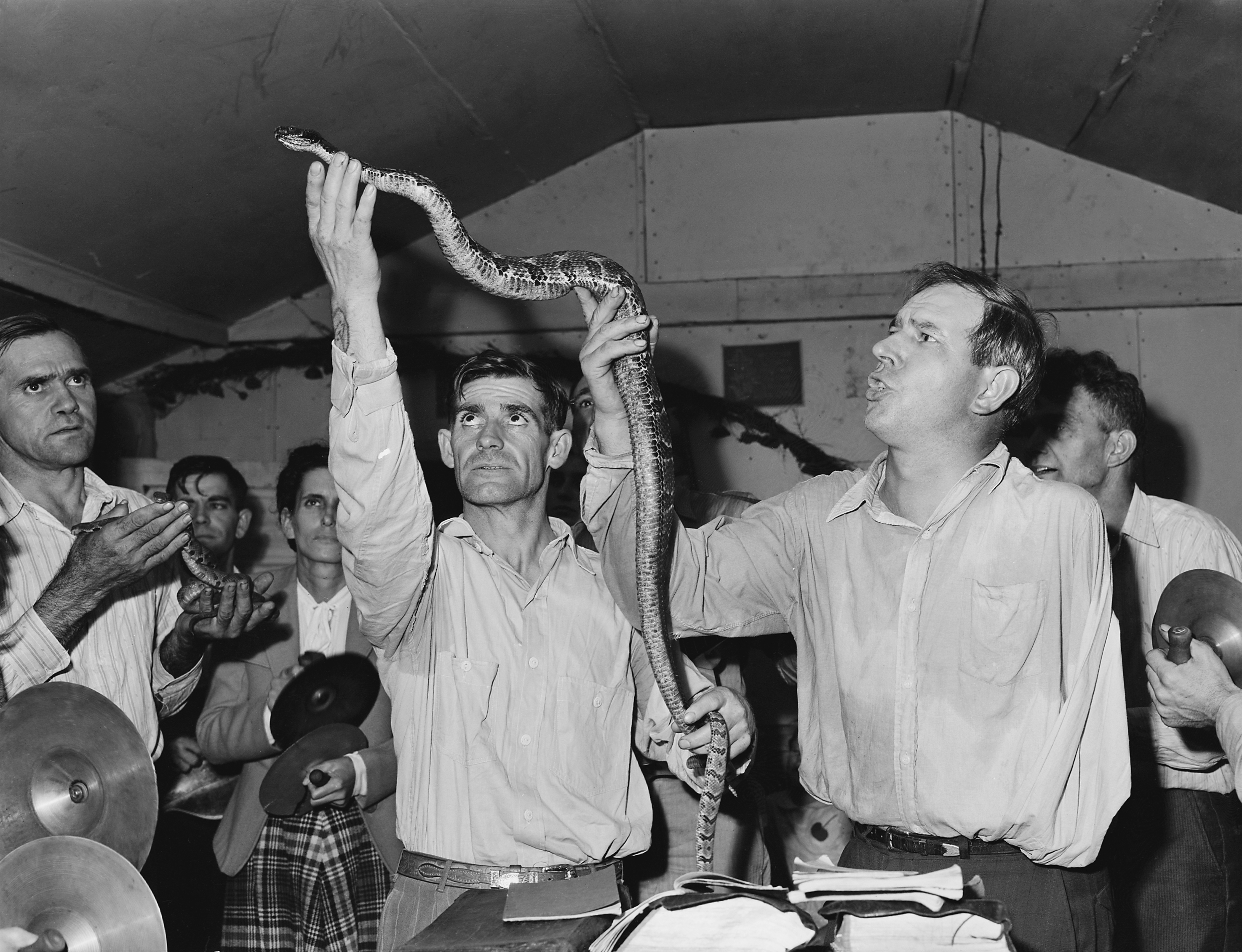
Manipulation de serpents dans une église de Lejunior, Kentucky, 1946

## Collections
- Université de Louisville, Kentucky
- Bibliothèque du Texas

## Source de la traduction
- (en) Cet article est partiellement ou en totalité issu de l’article de Wikipédia en anglais intitulé « Russell Lee (photographer) » (voir la liste des auteurs).

## Galerie

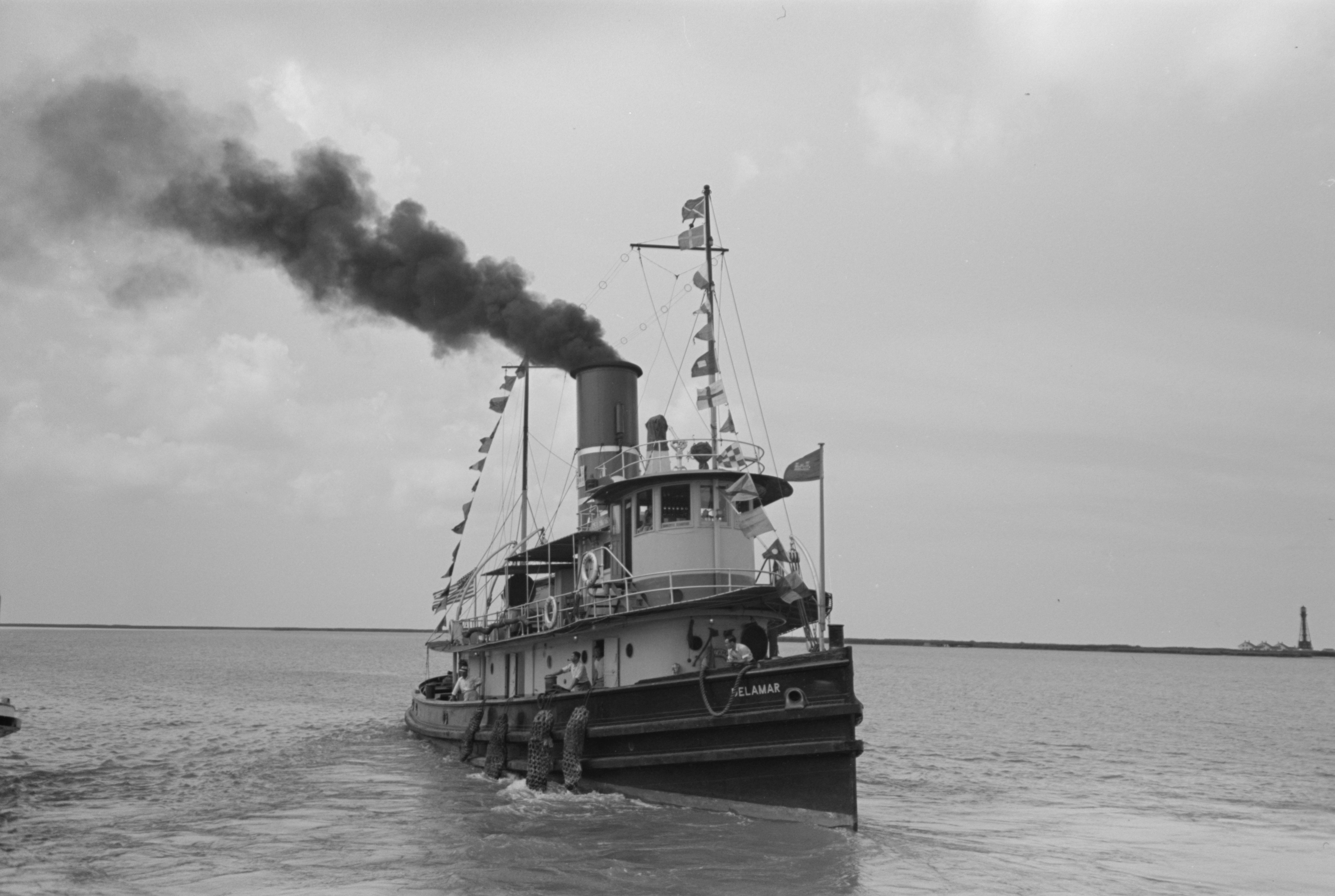
Le remorqueur des ingénieurs, Louisiane. 1938.
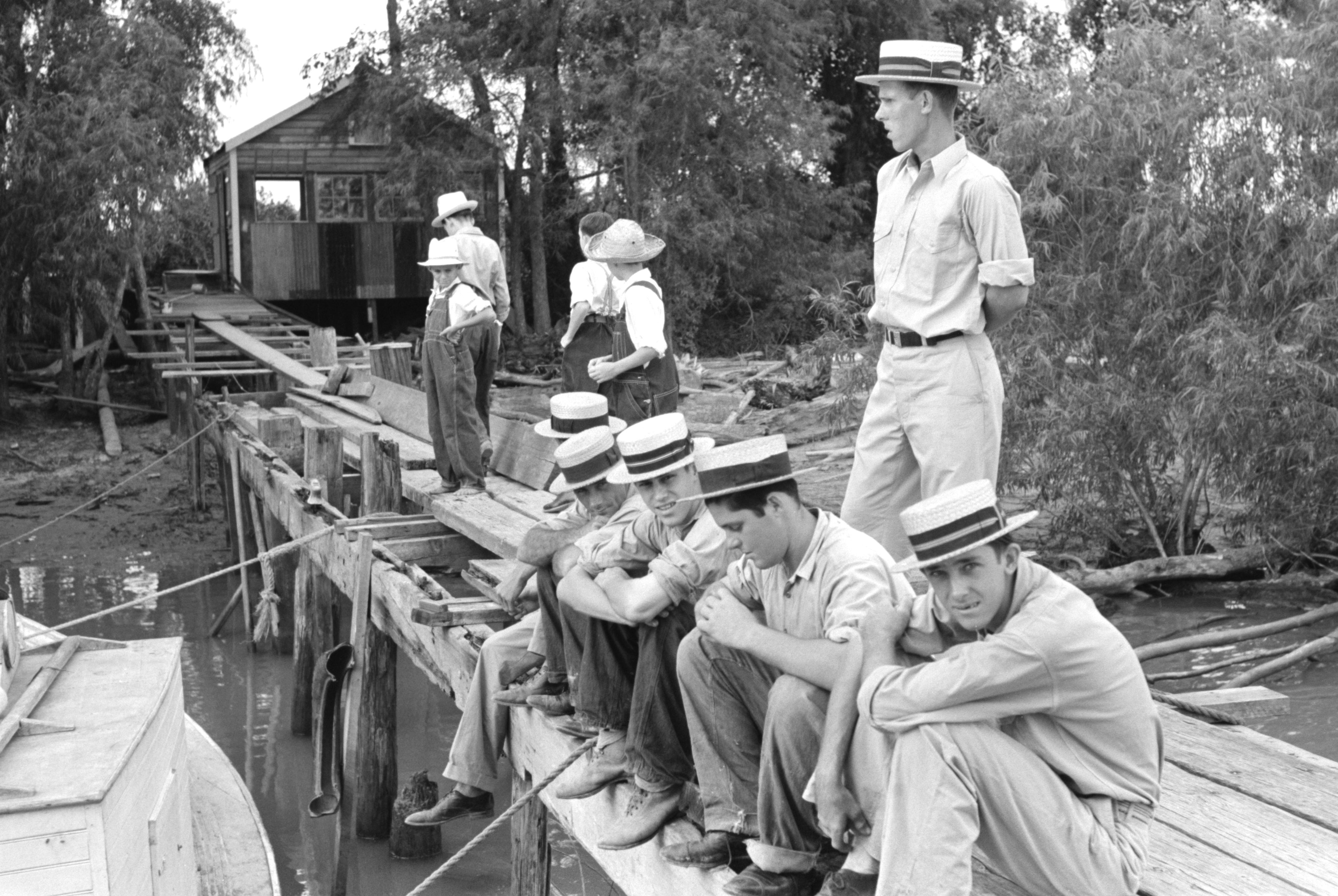
Habitants de Boothville, Louisiane assis sur un quai, 1938.
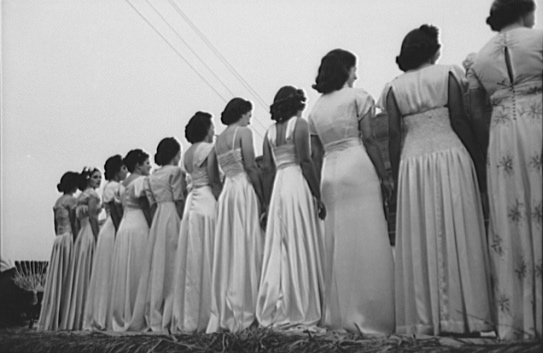
"Princesses", National Rice Festival, Crowley, Louisiane, 1938. Candidates à un concours de beauté, de dos.
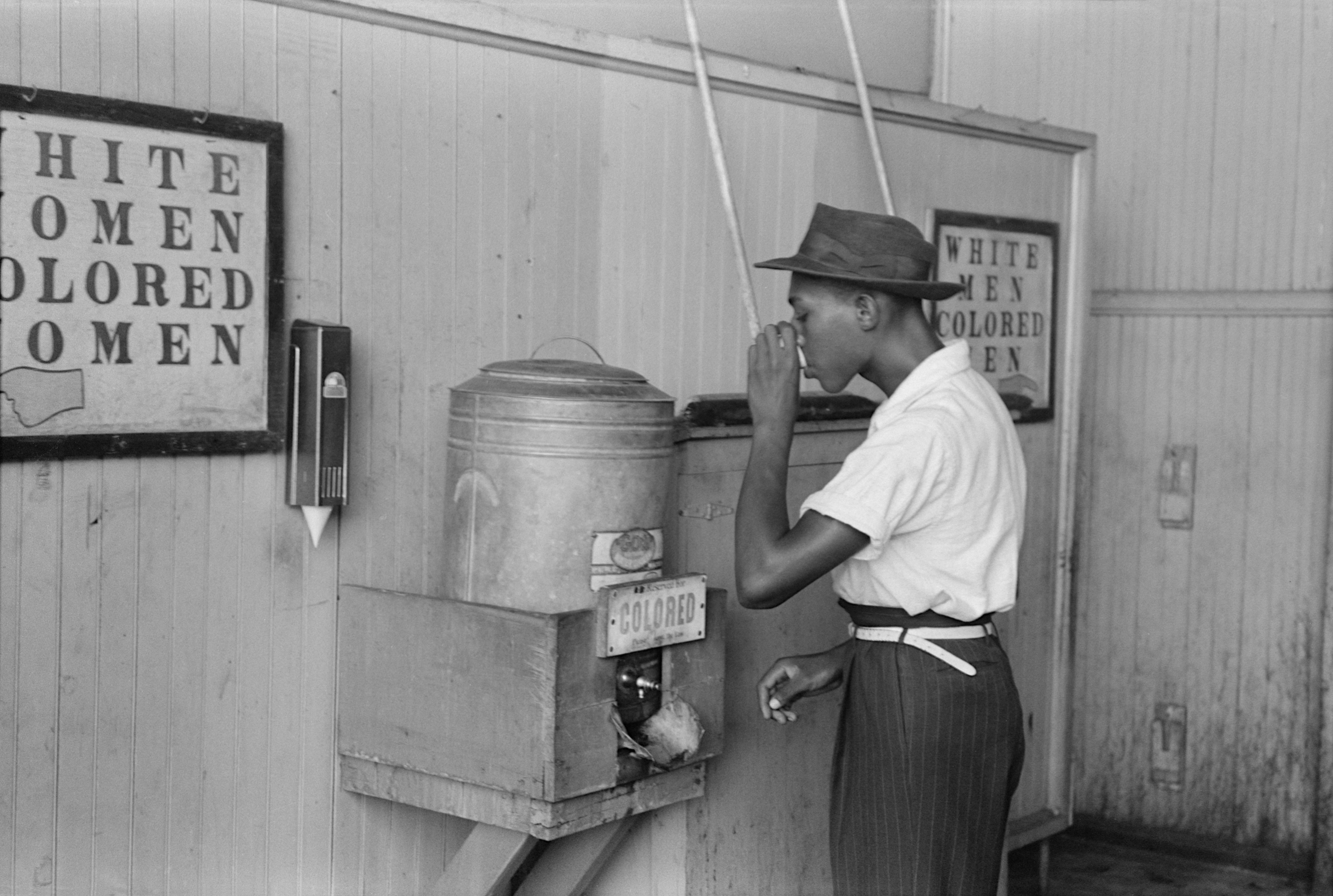
Un afro-américain en train de boire à une fontaine réservée aux "gens de couleur". 1939
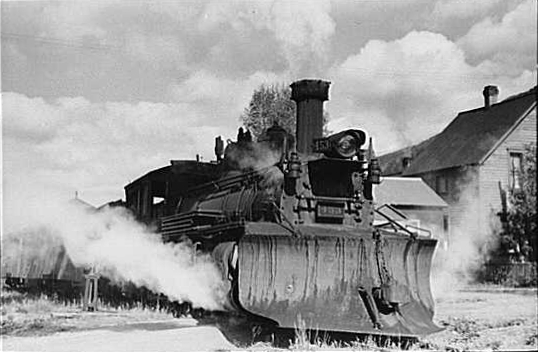
Locomotive avec chasse-neige de chemin de fer à voie étroite, Telluride, Colorado. 1940
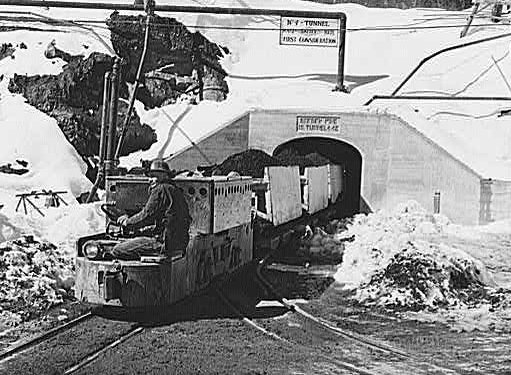
Mine de chromite Ben Bow, comté de Stillwater, Montana. Train de minerai de chrome sortant d'un tunnel minier. 1942
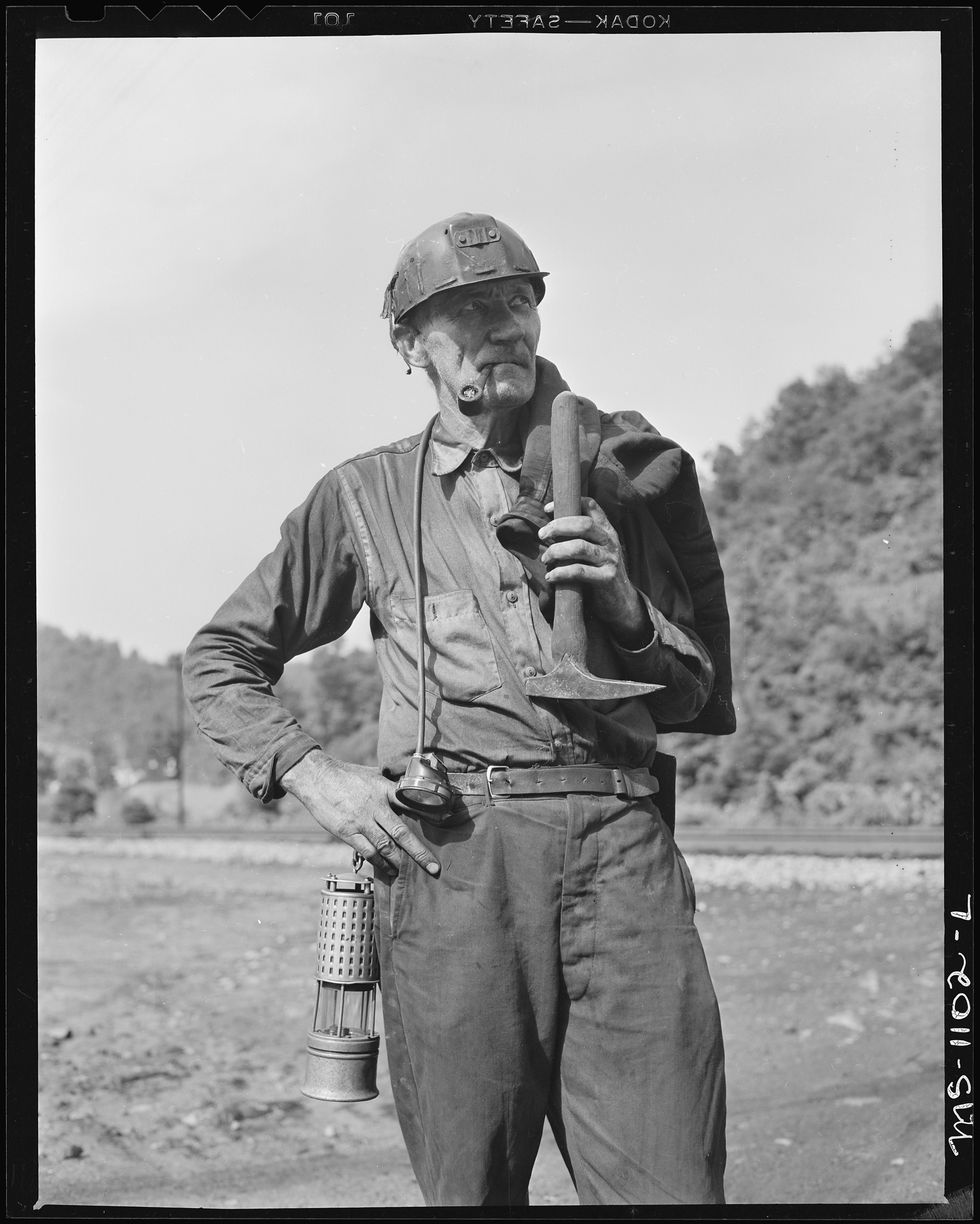
Mineur de charbon. Mullens Smokeless Coal Company, mine Mullens, Harmco, comté du Wyoming, Virginie-Occidentale. 1946